# 로마두더지
로마두더지(Talpa romana)는 두더지과에 속하는 포유류의 일종이다. 이탈리아 남부에서 발견된다. 몸길이는 최대 18cm, 몸무게는 150g이다.

## 아종
5종의 아종이 알려져 있다.
- T. r. romana
- T. r. adamoi
- T. r. aenigmatica
- T. r. brachycrania
- T. r. montana
- T. r. wittei